# Margaret Lindsay Huggins
Margaret Lindsay Huggins   (Dublín, 14 d'agost de 1848 - Chelsea, 24 de març de 1915), nascuda com a Margaret Lindsay Murray, fou una astrònoma irlandesa. Juntament amb el seu marit, William Huggins, va ser una pionera en el camp de l'espectroscòpia i coautora de l'Atlas of Representative Stellar Spectra, publicat el 1899.

## Família i educació
Els pares de la Margaret van ser l'advocat John Murray i la Helen Lindsay. El germà de la Margaret, en Robert, estudià a l'Acadèmia d'Edimburg i posteriorment al Trinity College de Dublín. La casa familiar es trobava al carrer Longford Terrace de Kingstown (actual Dun Laoghaire), a la costa dublinesa d'Irlanda.
La Margaret va ser educada a casa, si bé assistí durant un temps a una escola de Brighton, a Anglaterra. De ben jove, es va aficionar per l'astronomia. Va ser el seu avi, en Robert Murray, qui li ensenyà a observar el cel nocturn i a reconèixer les constel·lacions.
Malgrat la seva exitosa carrera científica, la Margaret no va rebre'n cap de formació formal. Amb tot, estudià llibres populars d'astronomia, incloent-hi l'Outlines of Astronomy de Sir John Herschel, i dugué a terme alguns senzills experiments amb un petit telescopi, com ara la projecció i estudi de les taques solars. Altrament, s'interessà per la fotografia, afició habitual en aquella època, que desenvolupà en el seu temps lliure. Anys més tard, els seus coneixements sobre fotografia acabaren sent fonamentals en la seva carrera com a astrònoma en l'àmbit de l'espectroscòpia.
El 1873, la Margaret es va interessar per un article publicat a Good Words, un magazín de contingut bàsicament religiós que, cada tant, publicava articles sobre temes generals i ciència. Va ser en aquesta publicació que va trobar un article de l'Associació Britànica per l'Avenç de la Ciència (després British Science Association) sobre un treball de William Huggins referent a un nou camp d'estudi: l'espectroscòpia. A través d'un fabricant d'instruments astronòmics de Dublín, l'òptic Howard Grubb, la Margaret aconseguí contactar amb William Huggins. Dos anys més tard, l'any 1875, la Margaret i el William s'hi van casar. Ell tenia cinquanta-un anys, ella vint-i-set. El matrimoni no va tenir fills.

## Carrera científica[5]
El seu marit, William Huggins, era una figura científica destacada de l'època. Autodidacte i fet a si mateix, en William havia començat les investigacions en espectroscòpia estel·lar a l'observatori que havia construït el 1856 a casa seva, a Tulse Hill, prop de Londres. En reconeixement de la seva tasca, William va rebre en préstec de la Royal Society un conjunt de nous instruments dissenyats per ell i construïts per l'empresa d'òptica de Howard Grubb, a Dublín.

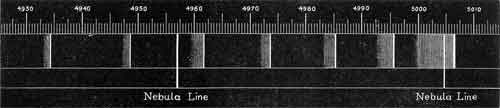
Espectrografia de la nebulosa d'Orió realitza pel matrimoni Huggins.

La invenció del procés de «placa seca» (o de gelatina de plata) a la dècada de 1870, substituint el procés de col·lodió humit, va provocar una revolució en la fotografia. William i Margaret Huggins van ser els primers a aplicar-lo a l'espectroscòpia astronòmica. L'òptica del seu espectrògraf era transparent a l'emissió ultraviolada, de manera que podien combinar registres fotogràfics i visuals per produir espectres en tot el rang òptic. El matrimoni Huggins va ser el primer a observar i identificar la sèrie de línies d'hidrogen (les anomenades línies de Balmer) en l'espectre de l'estrella Vega, a la constel·lació de la Lira. El 1881, quan va aparèixer el cometa descobert per John Tebbutt, el més brillant en 20 anys i el primer des de la introducció de la placa fotogràfica seca, William i Margaret van aprofitar l'oportunitat de fotografiar-ne l'espectre.
Els seus primers articles publicats conjuntament, a partir de 1889, tractaven sobre els espectres dels planetes. Aquests van ser seguits per un estudi fonamental de l'espectre de la nebulosa d'Orió. Les línies d'emissió més brillants obtingudes per l'espectrògraf es devien a l'hidrogen, però hi havia unes estranyes línies verdes que no coincidien amb cap element terrestre conegut. William i Margaret van descobrir dues línies violetes més que romanien sense identificar. La seva hipòtesi va ser que les línies desconegudes es devien a un element propi de les nebuloses. L'element va rebre el nom de «nebuli», nom suggerit per primera vegada per Agnes Clerke i utilitzat per Margaret Huggins. Va haver de passar tota una generació d'astrònoms perquè la veritable identitat del nebuli, l'oxigen ionitzat, fos revelada.
Els Huggins també van investigar els espectres de les estrelles de Wolf-Rayet i van mesurar les longituds d'ona de les seves característiques emissions brillants, tot i que no van poder identificar-ne l'origen. Igual que el nebuli, esdevingué un misteri durant molts anys. També van observar la nova de 1892. Margaret va ser la responsable de les observacions visuals i, junts, van obtenir els espectres fotogràfics de les observacions nocturnes. Van identificar dos conjunts de línies d'hidrogen, una brillant i una fosca, desplaçades una respecte a l'altra, i van interpretar correctament l'espectre de línies brillants com a provinents de l'embolcall exterior de l'estrella que explotava.
Aquestes diferents investigacions, realitzades durant un període de més de vint anys, van mantenir William i Margaret Huggins a l'avantguarda de l'espectroscòpia astronòmica. Producte dels seus estudis, es publicà el 1899 el famós An Atlas of Representative Stellar Spectra (Atles d'espectres estel·lars). Posteriorment, el matrimoni es concentrà en l'espectroscòpia de laboratori. Un dels seus projectes va ser l'anàlisi dels espectres de calci i magnesi, dos elements conspicus en l'espectre del Sol i d'estrelles semblants. Van intentar descobrir com les forces relatives de les línies dels espectres depenien de les condicions físiques variables de la font del laboratori, tot amb l'esperança d'explicar el comportament de les mateixes línies en l'espectre del Sol. Les seves dades d'observació van ser la base perquè, als anys 1920, el científic Meghnad Saha formulés l'anomenada equació d'ionització.
Els articles conjunts de William i Margaret Huggins es van publicar a Proceedings of the Royal Society. No obstant això, Margaret va contribuir també a la revista Observatory, redactant alguns obituaris dels vells amics astrònoms del seu marit, com ara William Lassell  i Warren de la Rue. També va trobar temps per fer contribucions als camps de la música i l'art, ja que la música era una característica de la vida familiar dels Huggins. Margaret era una experta en la història dels primers instruments musicals i va escriure una monografia sobre el violinista del segle XVI Giovanni Paulo Maggini. Altrament, la Margaret esdevingué una autoritat en la història dels astrolabis i esferes armil·lars, contribuint amb articles sobre aquests instruments a l'Enciclopèdia Britànica. Els treballs fets entre 1903 i 1905 sobre l'espectre de determinades substàncies radioactives, descrits en quatre articles a les Actes de la Royal Society, va ser la darrera aportació científica de la Margaret Huggins.
L'any 1903, compartint honors amb l'astrònoma Agnes Clerke, va ser nomenada membre honorària de la Societat Astronòmica Reial, un rang anteriorment concedit únicament a altres dues dones, Carolina Herschel i Mary Sommerville.

## Llegat
Després de la mort del seu marit el 1910, Margaret Huggins va planejar escriure'n la biografia. Amb tot, mai ho va fer, perquè va emmalaltir i va haver de sotmetre's a diverses intervencions quirúrgiques, a més de restar a l'hospital durant llargues temporades. Conscient de la seva malaltia, va decidir donar els seus tresors científics i artístics al Wellesley College dels Estats Units, una universitat privada per a dones.
Margaret Huggins va morir el 24 de març de 1915, a l'edat de 66 anys. Al seu testament sol·licità que s'erigís un memorial a la catedral de Sant Pau, a Londres, en honor al seu marit. Al capdavall, el 1917, s'inaugurà panteó memorial a la catedral londinenca amb el nom de tots dos: William Huggins i Lady Margaret Huggins.

## Publicacions
- Astronomical Drawing (1882).[7]
- On a new group of lines in the photographic spectrum of Sirius (1890).[8]
- The System of the Stars (1890).[9]
- On Wolf and Rayet's Bright-Line Stars in Cygnus (1891).[10]
- The Astrolabe (1895).[11]
- Spectroscopic notes (1897).[12]
- An Atlas of Representative Stellar Spectra  (1899).[13]